# BD+
BD+ è lo schema digital rights management (DRM) che è stato implementato nei supporti ottici Blu ray ed equivale al terzo meccanismo di protezione dei dati che equipaggia tali supporti.

## Funzionamento
La protezione BD+ è formata da due componenti: una risiede sul supporto Blu ray ed è un programma, la seconda componente è una macchina virtuale che risiede sul lettore Blu ray e che esegue il software memorizzato nel disco. Questo permette ai produttori di includere dei contenuti interattivi e di includere delle nuove tecnologie di protezione direttamente nel supporto.
I programmi prima di essere eseguiti provvedono ad effettuare le seguenti operazioni:
- esaminano il lettore Blu ray al fine di verificare eventuali manomissioni. Ogni produttore di lettori Blu ray ha anche una licenza per la tecnologia BD+ che viene memorizzata nel lettore e serve a verificare l'autenticità del dispositivo,
- verificano che la chiave di decodifica del lettore non sia stata manomessa,
- eseguono il codice nativo memorizzato sul disco e tamponano eventuali problemi di sicurezza del lettore,
- decodificano i flussi audio e video.

## Aggiornamenti
Il sistema BD+ prevede che i singoli produttori di contenuti possano aggiornare i sistemi di sicurezza semplicemente modificando il programma fornito con il disco e quindi correggere anche eventuali falle di sicurezze nella protezione dei contenuti digitali. Quindi se per ipotesi dovesse venir individuata una falla di sicurezza nei lettori presenti sul mercato i produttori di contenuti dovrebbero semplicemente aggiornare i programmi forniti con i supporti Blu ray al fine di rendere i nuovi dischi inattaccabili dalla falle. I dischi stampati prima della scoperta della falla risulterebbero invece visibili, ma questo viene considerato accettabile dai produttori di contenuti dato che la maggior parte degli acquisti e dei tentativi di forzatura del sistema crittografico si concentra sui titoli di nuova uscita.
Le specifiche della macchina virtuale BD+ sono state finalizzate nel giugno del 2007 e sono disponibili solamente ai produttori di lettori Blu ray. L'elenco completo è disponibile sul sito del consorzio BD+.

## BD+ forzato
Secondo la Blu-ray Disc Association questo meccanismo sarebbe riuscito a resistere all'attacco degli hacker per almeno 10 anni.
Il 30 ottobre 2007 RedFox ha annunciato di essere riuscita a forzare il BD+ e che entro fine anno avrebbe incluso sperimentalmente tale meccanismo di sblocco in un aggiornamento del suo programma di ripping AnyDVD HD. Di fatto, questa introduzione sperimentale è avvenuta a fine novembre con la versione 6.1.9.6 beta, e il bypass davvero completo è stato raggiunto con la versione 6.4.0.0, uscita il 19 marzo 2008.
Tuttavia la RedFox ha smentito, della Blu-ray Disc Association, solo la previsione dei 10 anni di resistenza del BD+ da qualsiasi attacco. Infatti la nota flessibilità di tale tecnologia fa della forzatura già riuscita solo un inizio "anticipato" di una corsa tra gatto e topo che è destinata a non avere fine. I primi aggiornamenti al BD+, inclusi i nuovi titoli distribuiti in Blu-ray, che hanno messo la RedFox di nuovo alla prova sono avvenuti già nel giugno 2008 e il fatto che la RedFox stessa abbia puntualmente risposto (in appena una settimana) ma solo per rilanciare la sfida al mittente, è semplicemente una conferma di quanto risaputo nel mondo informatico: è praticamente impossibile creare una protezione sicura al 100%.